# Harald Lake
Harald Lake till Malma var en svensk frälseman och häradshövding i Västergötland under 1400-talet och son till väpnaren Karl Lake och Cecilia Torbjörnsdotter (Gumsehufvud).
Harald Lake var häradshövding i Barne härad i Västergötland 1492 och ännu 1497. Han dog 1509, då arvskifte förrättades efter honom.
Han var gift med Ingrid Nilsdotter, som levde 1497, dotter till väpnaren Nils Pedersson (pil), till Gåsevad i Tölö socken, Hallands län och Märta Larsdotter Pik.
Barn
1. Karin Haraldsdotter, gift 1503 med väpnaren och häradshövdingen i Kinds härad Olof Arvidsson (Stenbock)
2. Ingrid Haraldsdotter, levde ännu 1535, då hon av kung Gustav Vasa återfick sin andre mans förbrutna gods. Gift 1:o 1497 med häradshövdingen i Konga härad Axel Gregersson (Sparre)[särskiljning behövs]. Gift 2 med riddaren och riksrådet Nils Olofsson (Vinge) som blev halshuggen 1529 för delaktighet i Västgötaherrarnas uppror.